# Capeo
Capeo är en ort i Mexiko.   Den ligger i kommunen Huetamo och delstaten Michoacán de Ocampo, i den södra delen av landet, 220 km väster om huvudstaden Mexico City. Capeo ligger 215 meter över havet och antalet invånare är 514.
Terrängen runt Capeo är kuperad åt nordväst, men åt sydost är den platt. Runt Capeo är det ganska glesbefolkat, med 23 invånare per kvadratkilometer. Närmaste större samhälle är Huetamo de Núñez, 18,6 km nordost om Capeo. Trakten runt Capeo består till största delen av jordbruksmark.